# Deià
Deià (em catalão e oficialmente; em castelhano: Deyá) é um município da Espanha na ilha de Maiorca, província e comunidade autónoma das Ilhas Baleares. Tem 15 km² de área e em 2021 tinha 674 habitantes (densidade: 44,9 hab./km²).
Situa-se na serra de Tramuntana, entre Valldemossa, Sóller e Bunyola. As suas ruas inclinadas, traçadas durante o domínio muçulmano de Maiorca, sobem até à igreja paroquial, no topo de um monte, que sobressai acima do resto do edificado. Ali viveu e morreu o poeta e escritor inglês Robert Graves, enterrado no cemitério local. A sua casa de Can Alluny, onde viveu quase meio século, é hoje um museu.

## Demografia
| Variação demográfica do município entre 1991 e 2004 [carece de fontes?] | Variação demográfica do município entre 1991 e 2004 [carece de fontes?] | Variação demográfica do município entre 1991 e 2004 [carece de fontes?] | Variação demográfica do município entre 1991 e 2004 [carece de fontes?] |
| ----------------------------------------------------------------------- | ----------------------------------------------------------------------- | ----------------------------------------------------------------------- | ----------------------------------------------------------------------- |
| 1991                                                                    | 1996                                                                    | 2001                                                                    | 2004                                                                    |
| 552                                                                     | 583                                                                     | 654                                                                     | 689                                                                     |